# Restos del acueducto romano de Altea
Los restos del acueducto romano de Altea son los restos de un acueducto, construcción de arquitectura romana antigua, situado en el municipio de Altea, en la comarca de la Marina Baixa de la Comunidad Valenciana. El acueducto tiene un extraordinario valor histórico, arquitectónico y etnológico porque forma parte de una red de ingeniería hidráulica representativa de una forma de asentamiento humano, de intervención en el entorno y de gestión y distribución de los recursos hídricos desplegada en el Comunidad Valenciana durante la romanización. Fue declarado BIC, con la categoría de monumento, el 15 de abril de 2011.

## Descripción
El acueducto es una obra de ingeniería hidráulica de autoría desconocida datada del periodo del Alto Imperio Romano (siglo III d. C.), que permite salvar el barranco de Els Arcs. Se considera que esta infraestructura formaba parte de un sistema complejo de abastecimiento de agua procedente del río Algar, la finalidad del cual era alcanzar en primer lugar el asentamiento romano del tossal de la Pila (al noroeste) y a continuación el núcleo romano del Albir (al sur).
En la actualidad, se encuentra en ruinas y sin uso. Se conservan restos de las arcuationes, 28 bases de pilares y una obra de fábrica, probablemente perteneciente a un resto de un arco. El conjunto total de restos constatados estaría formado por cuatro apoyos en pie, seis tumbados y/o desplazados, dieciocho con solo restos de la base (incrustada en márgenes de bancales) y uno del que se han podido constatar los fundamentos. Tres pilares próximos a la ermita de San Isidro fueron movidos de su ubicación en 2004. Los restos de pilares constatadas se distribuyen sobre una longitud estimada de 520 metros. La cota del resto ubicado al extremo norte es de 26 metros sobre el nivel del mar y la del pilar ubicado al extremo sur, de 24 metros sobre el nivel del mar; la cota en el fondo del barranco es de 12 metros sobre el nivel del mar. El trazado sigue la dirección nordeste a suroeste durante 405 metros y varía a dirección predominantemente sur durante 115 metros. Atendida la diferencia de cotas observada en la ubicación de los restos constatados y la cota del barranco de Els Arcs en la zona,  la
altura de la infraestructura en el punto de paso por el barranco podría
haberse situado entre 10 y 15 metros. 
El conjunto de pilares presenta las mismas características constructivas, apreciables en toda su magnitud en los pilares exentos. Las cuatro caras externas de los pilares han sido construidas en opus vittatum, es decir, piedras pequeñas de tendencia prismática rectangular pero irregular, que oscilan alrededor de 10 cm de alto por 25 cm de ancho, con una cierta alineación regular en las hiladas. Las piedras han sido unidas con una argamasa o mortero de cal, arena y agua. La parte interna está hecho con un conglomerado en base de piedras, gravas más o menos redondas, cascote, fragmentos unidos también con argamasa.  Los pilares, con sección cuasi cuadrada, tienen unas medidas variables debidas sobre todo a la pérdida de su revestimiento exterior, aunque puede ser que no estuviesen construidos con medidas uniformes. Los pilares mejor conservados tienen una anchura que oscila entre 1,55 y 1,65 metros. 
La zona donde se distribuyen los restos tiene una importante presión urbanística, y hay construcciones muy próximas a los muros donde se encuentran las bases de los pilares. El trazado teórico del acueducto situado a continuación de los puntos donde se localizan los restos constatados se integra en parcelas edificadas.